# Тайк
Тайк (арм. Տայք) — армянское наименование области в бассейне реки Чорох (в настоящее время на территории Турции). Приблизительно соответствует грузинской области Тао (груз. ტაო; греч. Ταις, Τάοχοι, Τάοι, 'Ιβηρια). Являлся пограничным зоной между античной Армении и Грузии. В древности 13-й ашхар (провинция) на северо-западе Великой Армении и название полунезависимого княжества под управлении армянского рода Мамиконянов. По большей части провинция характеризуется как билингвальная и бикультурная, в раннем средневековье она была в основном частью Армении, а позднее, приблизительно с VIII века, становится частью Грузии.

## Название
В названии области сохранено имя древнего племени таохов, проживавшего на этой территории. Название страны в форме «Диаухи», «Даиаени» упоминается ещё в ассирийских (XII—IX вв. до н. э.) и урартских (IX—VIII вв. до н. э.) клинописных надписях.

## География

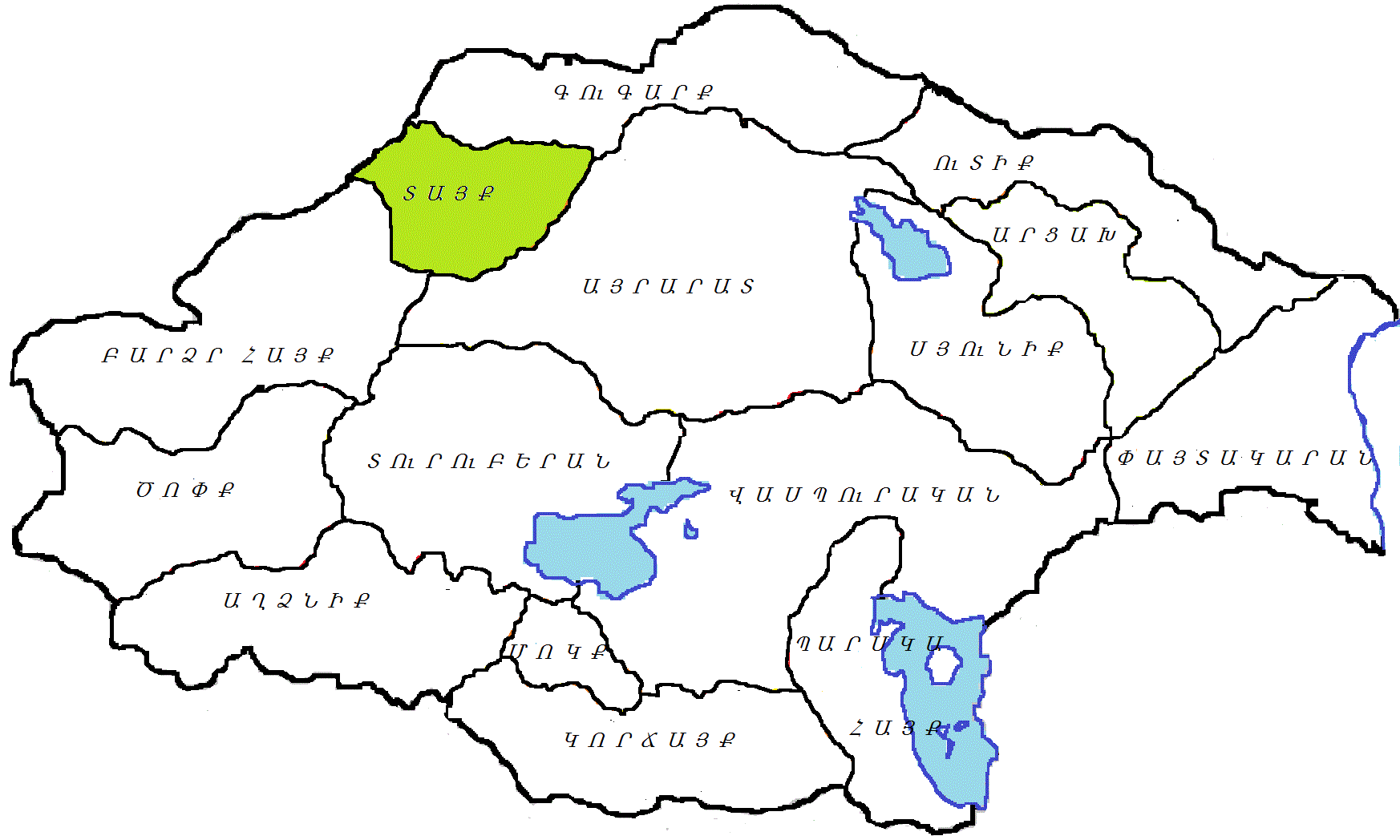
Расположение провинции Тайк на карте Великой Армении

«Армянская география» VII века называет Тайк в числе армянских областей и описывает его следующим образом:
Тайк, рядом с Гугарк, богатый крепостями и замками, имеет 9 областей. 1. Ког, 2. Бердац-пор, 3. Партизац-пор, 4. Чакс, 5. Буха, 6. Окаге, 7. Азорд, 8. Ка-пор, 9. Асьяц-пор. Тайк производит фигу, гранат, агтор, айву, древесный ладан и миндаль.
Основываясь на этих сведений, С. Еремян предполагал, что площадь Тайка могла составлять 10179 км². Однако, согласно Роберта Эдвардса, «армянская география» преувеличивает размер Тайка. Согласно последнему, скудность армянских построек и топонимов к северу и западу от Акдаглар ясно указывает на то, что в средневековые времена река Чорох не была северной границей Тайка. То, что вдоль оси Ак Дагларла существовала постоянная демаркационная линия, может указывать на то, что армянская оборона была перемещена на юго-восток после 591 года или что только сфера их влияния простиралась на Чорох.
Этот обширный регион был разделен на три части: собственно Тайк, Болха и Кол. Все эти территории получили единое название — Тайк, возможно, в результате римско-персидского мира 591 года. Как отмечает Р. Хьюсен собственно Тайк состоял из районов Арсеац-пор, Азордац-пор, Окале и Чакк. Согласно Р. Эдвардса, четкой границы между Тайк и южным сектором Кларджети не существует. Такие районы, как Нигал, Мрул и Мрит, вместе образовали большую часть Эгерии, служивший западным границей Кларджетии. Юго-Восточная Эгерия некоторое время до начала IX века входила в состав Тайк, где она образовала Нижний Тайк.

## История
После 760-х годов до н. э. название Диаухи не упоминается, однако, по-видимому, оно сохранилось в качестве Тао у грузин, Таохи у греков, Даих или Тайк у армян. Согласно А. Новосельцеву, в древности область была населена особым народом, позднее ассимилированным армянами и грузинами.
Область и местные племена (в частности халибы, таохи и фазианы) описана в «Анабазисе» Ксенофонта, в IV веке до н. э. проходившего через эту землю с 10 тысячами греков. На основании этих сведений, согласно Роберта Эдвардса, таохи (вероятно, доклассические «даиаени»), получившие свое картвельское название от области на северном склоне верхнего Олту-Сую (средневековое Таоскари), наверняка, жили в долинах Олту, Нарман и Тортум. В то время они, так же как Кардухи и Халды, были свободным народом, не подвластным персидскому царю, но позже они попали под власть иберов.
- Иберийское царство
- Иберийские территории под контролем Ахеменидов (686—333 гг. До н.э.) и Арташесидской Армении (189 г. до н.э.—117 г. н.э.)

Иберийские территории под контролем Ахеменидов (686—333 гг. До н.э.) и Арташесидской Армении (189 г. до н.э.—117 г. н.э.)

Согласно К. Туманову уже в IV—III вв. до н. э. область находилась в составе древнегрузинского царства Иберия. Согласно «Географии» Страбона (XI, 14, 5) в начале II века до н. э. оно было захвачено Арташесидской Армении у Иберии. Хотя в первоисточнике упоминается Париадр, считается, что здесь имеется в виду Тайк.
Был уделом армянского рода Мамиконянов, которые, согласно Р. Эдвардсу, происходили из картвельского племени чанов. По предположению К. Туманова они были из чанов или лазов. Чаны постепенно были поглощены княжеством Мамиконянов. Армянские источники позволяют проследить судьбу Мамиконянов с 314 года. Согласно Фавстосу Бузанду, Мамиконяны управляли армянской провинцией Тайк еще с IV века. Интеграция Мамиконянов и окончательное присоединение к Армении происходило постепенно, путем заключения военных союзов, смешанных браков и получения определенных наследственных должностей от армянской монархии. По мнению Н. Гарсояна, Тайк предположительно могла быть евангелизирована во времена святого Григория.

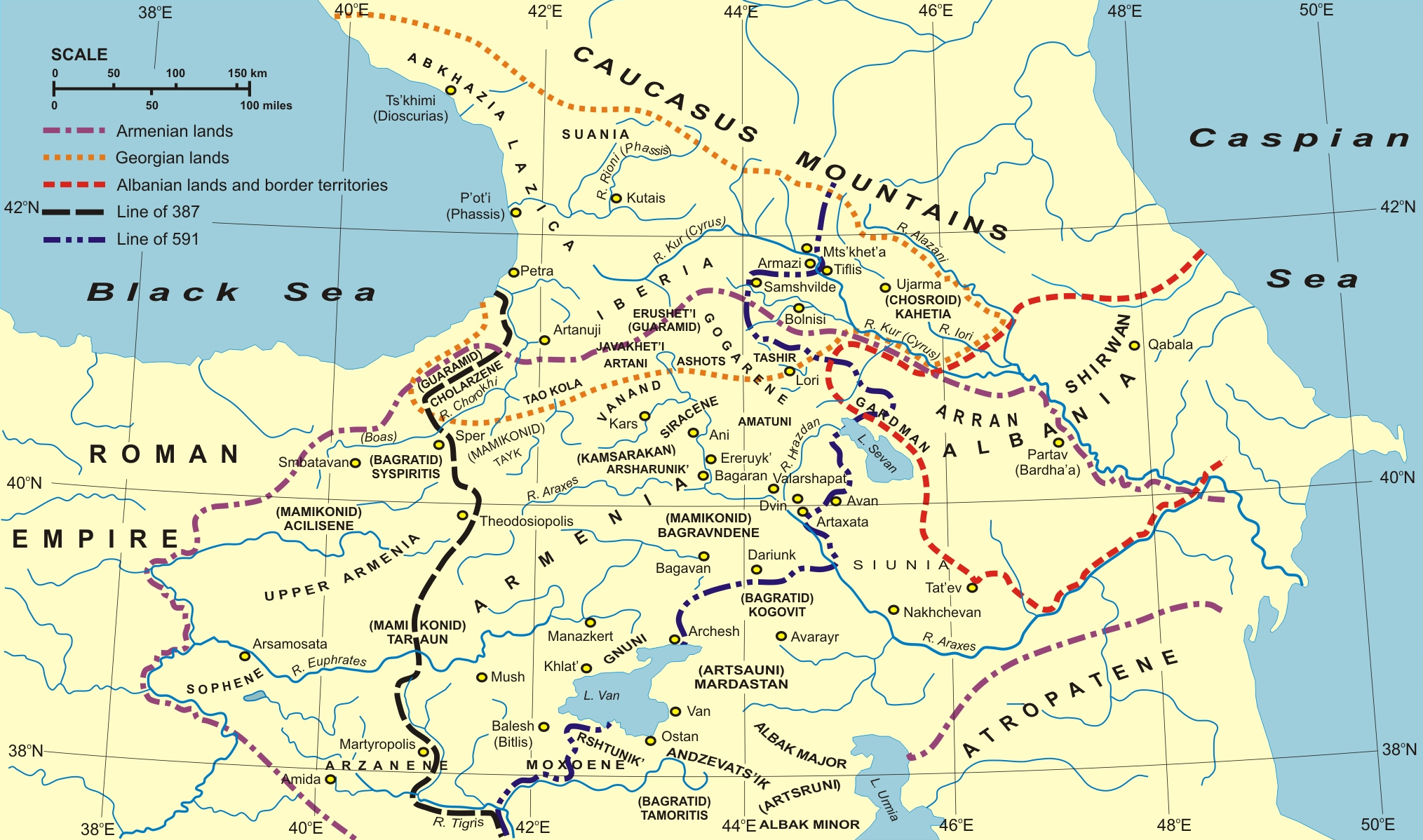
Закавказье в IV—VI веках по «Кембриджской истории Древнего мира»

После раздела Армении в 387 году, Тайк оказался в персидской сфере, а его западная граница служила пограничным лением между Византийской и Персидской империями. Оно представляло собой не только политическую границу, но и идеологическое разграничение между христианской религией и зороастрийскими верованиями. Тайк сохранился в границах Армянского царства (ставшего вассалом Сасанидов), а позже и Армянского марзпанства. После упадка армянской царской линии (428 г.), Мамиконяны, главными соперниками которых являлись семья Багратуни, самостоятельно отстаивали свои интересы в отношении Византии или Персии, проводя, индивидуальную внешнюю политику. В 428 году Тайк  подверглась персидскому владычеству, а в 450 году приняла участие в восстании армян против Персии. Во время восстания в Таике, горцы из Халдии активно вступили в конфликт с местными партизанами, чтобы сражаться с персидскими колоннами, которые приближались к византийской границе.. Амаяк Мамиконян и его союзники, Артен Кабелеан и Вараз-Шапух Палуни, взяли на себя лидерство в этом местном восстании, и к ним присоединились беженцы, представители знати, горожане и крестьяне. Позднее они потерпели поражение от Васака Сюни, который возглавлял персидскую карательную экспедицию в этом регионе. Акты церковного совета в Двине (555 год), представляют собой последний известный исторический документ, в котором упоминается армянский епископ из Тайка. Согласно, Н. Алексидзе, в конце VI — начале VII века Тао перешло к халкидонской традиции и перестало подчиняться Церкви Персармении. Это свидетельствует о возможной Грузинской церковной юрисдикции над Тао в это время.

По итогам ирано-византийской войны в 591 году Тайк попал под контроль императора Маврикия. Согласно К. Туманову, Тайк стал частью провинции Византии «Армения Глубинная», которая состояла из трех областей: собственно Тайк, Болха и Кол. Однако, согласно Р. Эдвардса, нет никаких доказательств того, что Тайк был переименован в «Глубинная Армения». В 607 году в Армении Двинский синод осудил Халкидонский собор и Томос к Флавиану папы римского Льва I. Часть диссидентов-халкидонитов эмигрировала в Тайк, который находился в иберийской политической сфере, а часть в Византию. Таким образом епископы, отказавшиеся выполнить требования католикоса Абраама и укрывшиеся в Тайке, избежали юрисдикции католикоса Двина так как Тайк не был в границах Персии. Согласно Жерару Гаритту, возможно, последние больше зависели от Грузинской, чем от Армянской церкви. В Тайке проживало особенно многочисленное прохалкидонские армяне, где два народа — армяне и грузины соприкасались. Согласно Г. Джаукян, на рубеже VII—VIII веков Степанос Сюнеци сообщал о существовании тайкского диалекта армянского языка.

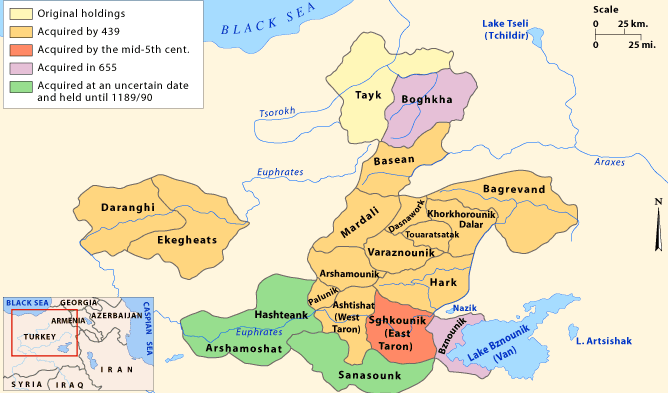
Тайк в эпоху Мамиконянов.

Согласно Р. Эдвардсу, в периоды правления династий Арташесидов и Аршакидов, а также во времена персидского сюзеренитета (примерно с 387 по 591 год) часть северо-западной границы Тайка простиралась до реки Чорох, где, по всей вероятности, большая часть население было грузинским. Р. Эдвардс отмечал, что архитектура церковных и фортификационных сооружений на севере Тайка грузинская, на юге — армянская. По Эдвардсу, разделительной линией между двумя архитектурными зонами является хребет Арсиани. Поддерживая это мнение Хьюсен отмечал, что грузины преобладали севернее от Болхи, хотя там также жило много армян. Согласно Р. Хьюсену, в эпоху Мамиконянов Тайк и Кол вероятно были в основном грузинскими областями тогда как Болха и его округи Бердац-пор и Партизац-пор могли быть преимущественно армянскими. Р. Эдвардс и Р. Хьюсен критикуют радикальные взгляды армянских и грузинских историков, считающих Тайк исключительно армянской или грузинской. Согласно В. Степаненко, до VIII века основное население Тайка составляли армяне.
Арабское нашествие в VII веке означал крушение традиционно «романофильских» Мамиконянов: в конечном итоге они потеряли почти все свои владения и большую часть своего политического веса. Политические потрясения, последовавшие за арабскими завоеваниями в середине VII века, привлекли дополнительное количество грузинских поселенцев (вероятно, лазов или чанов) в долины Чорух и Тортум. С середины VII века до 772 г. Мамиконяны управляли Тайком под сюзеренитетом арабов. Согласно Г. Литаврину, до VIII века Тайк был частью Армении. «Оксфордский словарь Византии» отмечает, что княжеский дом Мамиконянов управлял Тайком до VIII века. Чтобы избежать арабских налогов наложенным Аль-Мансуром, 12 тысяч человек покинули свои дома и, под руководством Чапу Аматуни, эмигрировали на византийскую территорию, в основном в области Тайк.
В VIII веке область дважды подверглась разгрому и опустошению: в 735 году в результате похода арабского полководца Мервана Кру и в 774 — 775 годах во время восстания против арабов. Провал этого восстания имел катастрофические последствия для Мамиконянов. В результате они потеряли Тайк (который был завоеван в основном Багратунами и частично Иберией). В это время в Тайк также переселился армянская семья Гнуни. Согласно Рене Груссе, Ашот Мсакер сыграл роль в арменизации приграничных территорий, устанавливая поселения колонистов из Алиовита и Аршаруника в этнически спорной провинции Таик или Тао, которая постоянно находилась под влиянием иберо-византийцев. По предположению К. Туманова, после 772 года Тайк или Тао, принадлежащая тогда роду Мамиконянов, была разделена на две части։ Верхняя Тао была приобретена Багратидами; Нижняя, вместе с Асиспори, отошла к Гуармидам. Примерно между 786—807 годами Нижний Тао, вместе с Арсеацпором (груз. Асиспори) в Верхнем Тао, перешла к иберийским Багратидам. Весь Тао окончательно был объединен в 813 году. С этого времени Тао переходит от армянской политической сферы в грузинскую.
«Житие Григория Хандзтели» свидетельствует о запустении Тайка ко времени его заселения грузинами. В отношении «Житие Григория Хандзтели» Арутюнова-Фиданян утверждала, что в Тайк грузинские монахи были окружены армянским населением, и самые ранние грузинские монастыри были учреждены на местах разрушенных армянских монастырей. Однако Вахтанг Джобадзе противоречил этой интерпретации. Текст указывает на то, что, когда Григорий Хандзтийский прибыл в Тао, регион был разрушен арабскими вторжениями и настолько обезлюдевшим, что ему было сложно найти рабочих для строительства церкви.
Согласно В. Степаненко, грузинская колонизация Тайка привело к началу процесса ассимиляции армянского населения. Так Тайк постепенно превращаться в Тао. В результате, согласно В. Степаненко, демография провинции изменилась в пользу грузин, которые к концу X века уже составляли большинство, однако здесь также оставалось заметное армянское население.
Согласно С. Раппу, регион входил в число владений грузинских Багратидов, которые переселились на западную армяно-грузинскую границу со своей армянской родины и со временем ассимилировались в грузинской культуре. Согласно последнему, грузинская церковь также нашла здесь своих последователей, так как в Тайке проживало большое количество армян-халкидонитов.
Согласно Р. П. Блэйк и С. Тер-Нерсесян, в X веке в Тайк произошла «деарменизация» из-за арабских разрушений, миграции грузин, и давления грузинской церкви. Армянское влияние уступило место грузинскому, а часть армян подверглась эллинизации или грузинизации.  

## Культура
Согласно В. Степаненко, следы армянского наследия Тайка сохранила топонимика и остатки архитектурных памятников, таких как, например, Банакский храм (Бана), церковь Ишхани, церковь Сурб-Хач\Субхечи, церковь Ошкванк (Ошки), крепость Ольтик (Олтиси) и ряд других архитектурных памятников. Некоторые древнейшие грузинские рукописи были скопированы в монастырях носящих армянские названия (например Шатберд, Мицнадзор и Ишхан), и которые возможно ранее были основаны армянами.
В 1970-1980-е годы Тиран Марутян многократно утверждал, что церкви X-XI веков в Тайке также были построены армянами. Отсутствие практически полностью армянских надписей на этих памятниках объяснялось тем, что к тому времени армянское население Тайка приняло православие и, следовательно, для церковных нужд начало использовать грузинский язык.
Роберт Блэйк и Сирарпи Тер-Нерсесян допускают, что монастырь Ошка имеет слегка искаженное армянское название, которое они отождествляют с армянским Ашунк. Последнее название упоминается историком Варданом, который рассказывает о тайкском епископе Сааке Мруте, который на Сиракаванском соборе ответил патриарху Константинопольскому Фотию, призывавшему армян придерживаться халкидонского учения. Саак Мрут жил в Асунке и бежал от византийских религиозных преследований в восточную Армению. Таким образом если отождествление Ашунка с Ошка верна, то Ошка, являлся одним из центров копирования рукописей, и был резиденцией армянского епископа Тайка еще в середине IX века..